# Championnats du monde de cyclisme sur piste 1954
Navigation
Zürich 1953 Milan  1955
Les Championnats du monde de cyclisme sur piste 1954 ont eu lieu du 27 au 29 août à Cologne, en Allemagne de l’Ouest.

## Résultats

### Podiums professionnels
| Compétition | Or                          | Argent                  | Bronze                   |
| ----------- | --------------------------- | ----------------------- | ------------------------ |
| Vitesse     | Reginald Harris Royaume-Uni | Arie van Vliet Pays-Bas | Enzo Sacchi Italie       |
| Poursuite   | Guido Messina Italie        | Hugo Koblet Suisse      | Lucien Gillen Luxembourg |
| Demi-fond   | Adolph Verschueren Belgique | Jan Pronk Pays-Bas      | Joe Bunker Australie     |

### Podiums amateurs
| Compétition | Or                        | Argent                       | Bronze                   |
| ----------- | ------------------------- | ---------------------------- | ------------------------ |
| Vitesse     | Cyril Peacock Royaume-Uni | John Tressider Australie     | Roger Gaignard France    |
| Poursuite   | Leandro Faggin Italie     | Peter Broterthon Royaume-Uni | Norman Sheil Royaume-Uni |

## Tableau des médailles
| Rang | Nation          | Or | Argent | Bronze | Total |
| ---- | --------------- | -- | ------ | ------ | ----- |
| 1    | Grande-Bretagne | 2  | 1      | 1      | 4     |
| 2    | Italie          | 2  | 0      | 1      | 3     |
| 3    | Belgique        | 1  | 0      | 0      | 1     |
| 4    | Pays-Bas        | 0  | 2      | 0      | 2     |
| 5    | Australie       | 0  | 1      | 1      | 2     |
| 6    | Suisse          | 0  | 1      | 0      | 1     |
| 7    | France          | 0  | 0      | 1      | 1     |
| -    | Luxembourg      | 0  | 0      | 1      | 1     |